# Quién (canción de Ricardo Arjona)
«Quién» es una canción de pop latino interpretada por el cantante guatemalteco Ricardo Arjona, incluida en el álbum recopilatorio Quién dijo ayer. La compañía discográfica Sony Music la publicó mundialmente como el primer sencillo del disco, el 19 de junio de 2007. Fue compuesta por Arjona y Tommy Torres, mientras que ambos, Dan Warner y Lee Levin, bajo sus nombres artísticos Los Gringos, la produjeron. Fue grabada en varios estudios de Miami y México, D. F., y Torres incorporó coros adicionales a la canción.
Descrita por Arjona como «el mundo fuera de la ventana y la cárcel construida por uno mismo», un crítico del sitio Allmusic la calificó como «excelente». Comercialmente, solo ingresó a las listas latinas de la revista Billboard; alcanzó el puesto número 21 de los conteos Top Latin Songs y Latin Airplay, y el número 4 en el Latin Pop Songs. El vídeo musical, que fue filmado en Las Vegas, Nevada y dirigido por Simón Brand, muestra a Arjona cantando mientras camina alrededor de las luces nocturnas de la ciudad. Descrita por Terra como una «elegancia de simplicidad», el vídeo ha recibido más de 1,5 millones de visitas en YouTube. Arjona la interpretó en su gira Quinto piso Tour.

## Antecedentes
En una conferencia de prensa acontecida en noviembre de 2007, Arjona declaró, en relación con los temas de Quién dijo ayer: «El ayer es el cúmulo de cosas que nos tienen acá, que nos formaron e hicieron de nosotros lo que somos, para bien o para mal». Asimismo, comentó que era más que una recopilación, y que «tiene las características del típico disco de éxitos». En una conferencia establecida con sus admiradores, Arjona comentó, en respuesta a una pregunta, que «"Quién" es un ejercicio de masoquismo que padecemos muchos, y creo que es lo que más nos afecta, las mujeres también. No sé si lo que más le duele al hombre es que su mujer le fue infiel, o lo que dirán sus amigos».
Después de pasar la mayor parte de su carrera con la compañía discográfica Sony y posteriormente con Sony BMG, Arjona firmó un contrato de grabación a largo plazo con Warner Music Latina en septiembre de 2008. Esta salida hizo a Quién dijo ayer el último álbum del artista publicado directamente en su sello anterior, y a 5to piso el primero publicado por Warner Music Latina.

## Composición
Fue compuesta por Arjona y Tommy Torres, con quien trabajó previamente en el álbum Adentro, mientras que Lee Levin, Dan Warner, Torres y la ayuda adicional de Arjona, la produjeron. Warner también tocó la guitarra acústica, eléctrica y el bajo; Levin manejó el tambor y los instrumentos de percusión, y Matt Rollings tocó el piano. Además, Torres incorporó coros adicionales a la canción. Fue grabado en cinco estudios: The Tiki Room, Picks & Hammers, Jet Wash Studio, The Hit Factory Criteria y Hit Masters en Miami, Florida; y en Jocoteco Studios en México D. F. Mick Guzauski la mezcló en Barking Doctor Studios, Nueva York y Vlado Meller la masterizó en los estudios Sony Music, en esa misma ciudad. En una entrevista, Arjona comentó que «Quién» se refiere «al mundo fuera de la ventana y la cárcel construida por uno mismo. Es la libertad para escoger el camino cualquiera y preferir la soledad como argumento a la nostalgia». Siguió comentando:

«"Quien" es una historia con la prisa de los desesperados, es el flash back de los que se quedan amando solos. Son las docenas de preguntas sin respuestas que taladran dejando agujeros de nostalgia. [...] Es la pregunta que no hay que hacer, pero se hace por el puro placer masoquista de los que piensan que padecer es el único remedio para el olvido».

## Recepción
Jason Birchmeier de Allmusic elogió a «Quién», junto con «Quiero», y las describió como «excelentes, tanto así que encajan en lo correcto junto a todos los éxitos». Espacio Música opinó que el tema deslumbra «otra historia de desamor, otra historia de Ricardo Arjona». «Quién» solo se posicionó en las listas latinas de la revista Billboard; el 21 de julio de 2007, debutó en el puesto número 38 del conteo Top Latin Songs. En esa misma edición, había ocupado el puesto 15 del Latin Pop Songs. El 25 de agosto, llegó a su posición más alta en el 21 de la primera lista, mientras que en la segunda, ocupó el cuarto puesto en la edición del 11 del mismo mes. Además, en el conteo anual del Latin Pop Songs, llegó hasta el lugar 27. Finalmente, ocupó el vigésimo primer lugar en la lista Latin Airplay.

## Promoción

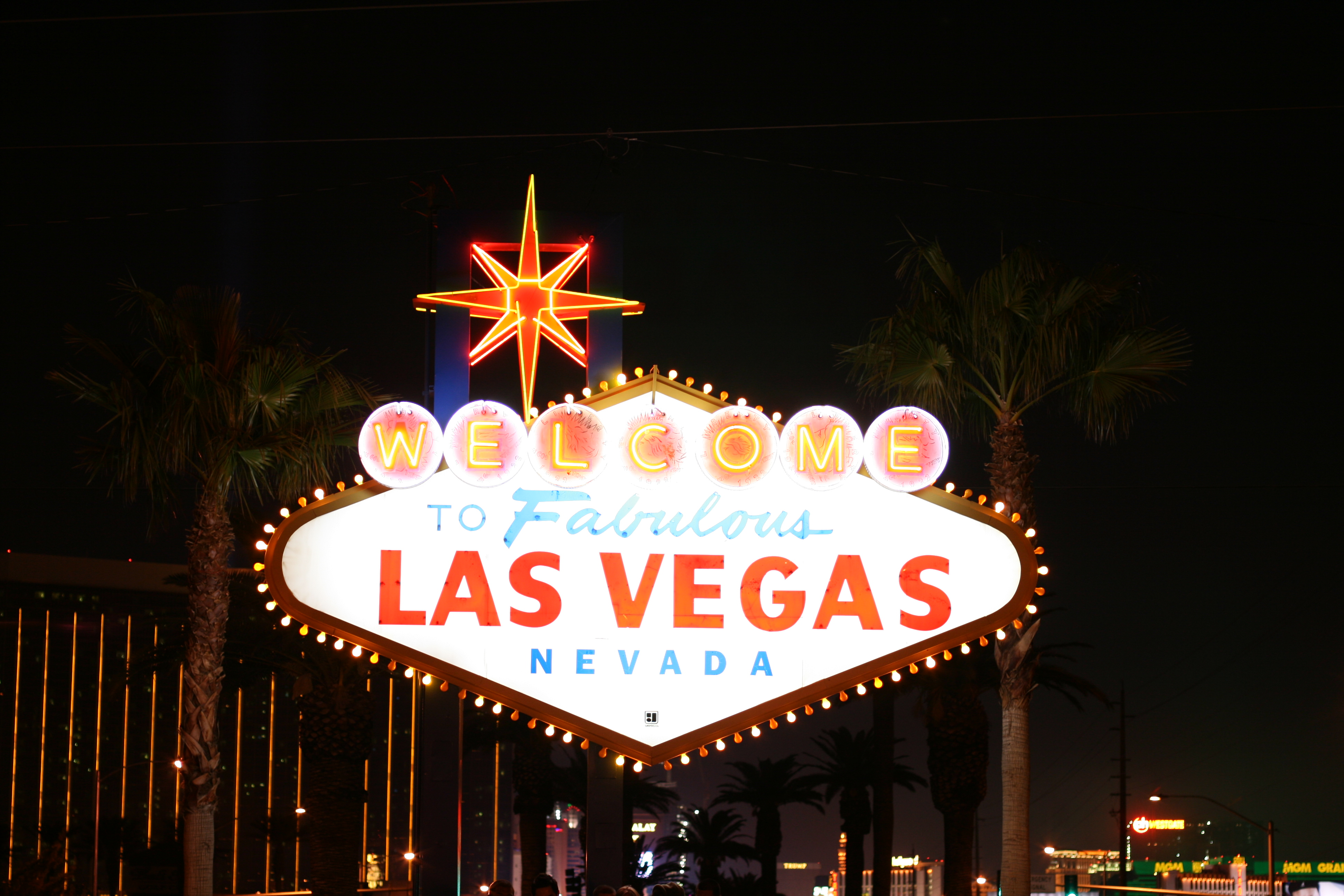
El vídeo musical de «Quién» fue filmado en Las Vegas, Nevada, y dirigido por Simón Brand.

El vídeo musical de «Quién» fue filmado en Las Vegas, Nevada y dirigido por Simón Brand, quien también trabajó en el de «Mojado», del álbum Adentro (2005). En él, Arjona recorre las calles de la ciudad, como así también se intercalan imágenes de los edificios y las luces de la ciudad, mientras el artista canta la letra de la canción. El sitio Terra lo calificó como una «joya y elegancia de simplicidad del cantautor guatemalteco en toda su gloria creativa. Con cada paso que da, la música de este astro cobra vida». Para enero de 2014, el vídeo había superado las 1,8 millones de visitas en YouTube. Arjona interpretó «Quién» en la gira Quinto piso Tour, como parte de la promoción de su decimoprimer álbum de estudio, 5to Piso.

## Lista de canciones
| Descarga digital |                             |          |  |
| N.º              | Título                      | Duración |  |
| 1.               | «Quién» (versión del álbum) | 4:16     |  |

## Posicionamiento en listas
| País (Lista 2007)                | Mejor posición |
| -------------------------------- | -------------- |
| Estados Unidos (Latin Airplay)   | 21             |
| Estados Unidos (Latin Pop Songs) | 4              |
| Estados Unidos (Top Latin Songs) | 21             |

| País (Lista 2007)                | Posición |
| -------------------------------- | -------- |
| Estados Unidos (Latin Pop Songs) | 27       |

## Créditos y personal
- Ricardo Arjona: voz, composición y producción.
- Tommy Torres: composición, producción, coros, arreglo e ingeniería de grabación.
- Dan Warner: producción y arreglo de acordes, guitarra eléctrica, guitarra acústica, bajo e ingeniería de grabación.
- Lee Levin: producción, arreglo de acordes, tambor, percusión e ingeniería de grabación.
- Matt Rollings: piano.
- Bob St. John, Carlos Álvarez, Chris Zalles e Isaías G. Asbun: ingeniería de grabación.
- Vlado Meller: masterización.
- Mick Guzauski: mezcla.
- Tom Bender: asistente de mezcla.

Fuentes: folleto del álbum.